# 瑞维尼勒泰特尔
瑞维尼勒泰特尔（法語：Juvigny-le-Tertre，法語發音：[ʒyviɲi lə tɛʁtʁ]）是法国芒什省的一个旧市镇，属于阿夫朗什区。2017年，瑞维尼勒泰特尔和相邻的其它6个市镇合并为新市镇瑞维尼莱瓦莱。

## 地理
瑞维尼勒泰特尔（48°40'37"N, 1°1'16"W）面积7.5 平方千米，位于法国诺曼底大区芒什省，该省份为法国西北部沿海省份，西、北、东北三面环大西洋，东起顺时针与卡爾瓦多斯省、奧恩省、马耶讷省和伊勒-维莱讷省接壤。
与瑞维尼勒泰特尔接壤的市镇（或旧市镇、城区）包括：勒梅尼勒阿德莱、贝尔方丹、勒梅尼勒兰夫赖、勒梅尼勒托沃、雷菲韦耶、罗马尼-丰特奈。

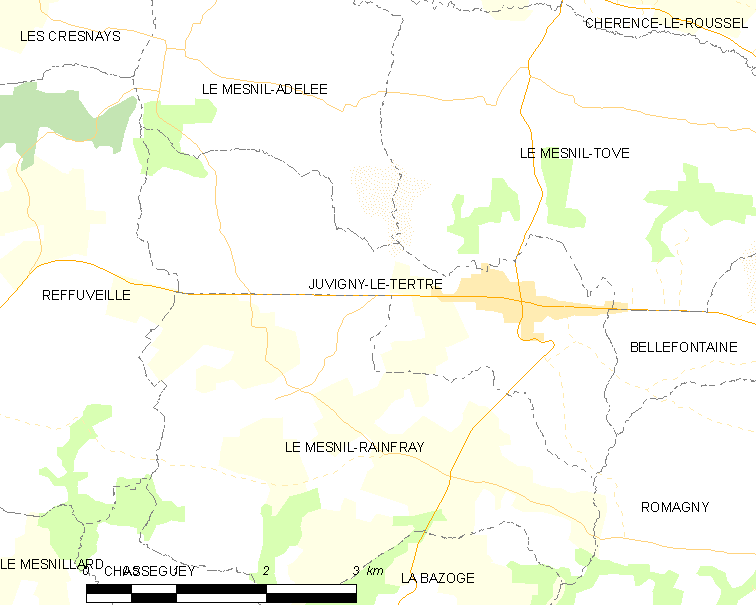
瑞维尼勒泰特尔的OSM定位图

瑞维尼勒泰特尔的时区为UTC+01:00、UTC+02:00（夏令时）。

## 行政
瑞维尼勒泰特尔的邮政编码为50520，INSEE市镇编码为50260。

## 政治
瑞维尼勒泰特尔所属的省级选区为伊西尼-勒比阿县。

## 人口

1962-2008年间瑞维尼勒泰特尔人口变化图示

瑞维尼勒泰特尔于2018年1月1日时的人口数量为600人。